# Ulrich Apt
Ulrich Apt (ou Abt) est un peintre allemand né en 1460 et décédé le 11 mars 1532 à Augsbourg en Bavière. Il a effectué l'essentiel de sa carrière à Augsbourg entre 1481 et 1532. Spécialiste des fresques, il a surtout abordé les thèmes des portraits et de la religion. De cet artiste, le Musée du Louvre conserve une Adoration des mages, volet droit d'un retable commandé pour l'église Sainte-Croix d'Augsbourg, vers 1510. Il fut le maître de Jörg Breu.